# Distretti di Amburgo

I 7 distretti (Bezirk) di Amburgo

Amburgo è suddivisa in 7 distretti (Bezirk). I 7 distretti sono a loro volta suddivisi in quartieri (Stadtteil), in numero complessivo di 104.
| N. | Distretto        | Superficie in km² | Abitanti (2013) | Densità (Ab. per km²) | Quartieri |
| -- | ---------------- | ----------------- | --------------- | --------------------- | --------- |
| 1  | Hamburg-Mitte    | 142,2             | 279 206         | 1 963                 | 19        |
| 2  | Altona           | 77,9              | 254 354         | 3 265                 | 14        |
| 3  | Eimsbüttel       | 49,8              | 249 239         | 5 005                 | 9         |
| 4  | Hamburg-Nord     | 57,8              | 283 397         | 4 903                 | 13        |
| 5  | Wandsbek         | 147,5             | 409 176         | 2 774                 | 18        |
| 6  | Bergedorf        | 154,8             | 120 761         | 780                   | 14        |
| 7  | Harburg          | 125,2             | 150 209         | 1 200                 | 17        |
|    | Città di Amburgo | 755,2             | 1 746 342       | 2 312                 | 104       |

## Suddivisione in quartieri (Stadtteil)
Hamburg-Mitte 
|  |  |

Il distretto di Hamburg-Mitte ha 19 quartieri:
| 1. Altstadt 2. Billbrook 3. Billstedt 4. Borgfelde 5. Finkenwerder 6. HafenCity | 1. Hamm 2. Hammerbrook 3. Horn 4. Kleiner Grasbrook 5. Neustadt 6. Neuwerk | 1. Rothenburgsort 2. St.Georg 3. St. Pauli 4. Steinwerder 5. Veddel 6. Waltershof 7. Wilhelmsburg |

 Altona 
|  |  |

Il distretto di Altona ha 14 quartieri:
| 1. Altona-Altstadt 2. Altona-Nord 3. Bahrenfeld 4. Blankenese 5. Groß Flottbek 6. Iserbrook 7. Lurup | 1. Nienstedten 2. Osdorf 3. Othmarschen 4. Ottensen 5. Rissen 6. Sternschanze 7. Sülldorf |

Eimsbüttel
|  |  |

Il distretto di Eimsbüttel ha 9 quartieri:
| 1. Eidelstedt 2. Eimsbüttel 3. Harvestehude 4. Hoheluft-West 5. Lokstedt | 1. Niendorf 2. Rotherbaum 3. Schnelsen 4. Stellingen |

Hamburg-Nord
|  |  |

Il distretto di Hamburg-Nord ha 13 quartieri:
| 1. Alsterdorf 2. Barmbek-Nord 3. Barmbek-Süd 4. Dulsberg 5. Eppendorf 6. Fuhlsbüttel 7. Groß Borstel | 1. Hohenfelde 2. Hoheluft-Ost 3. Langenhorn 4. Ohlsdorf 5. Uhlenhorst 6. Winterhude |

Wandsbek
|  |  |

Il distretto di Wandsbek ha 18 quartieri:
| 1. Bergstedt 2. Bramfeld 3. Duvenstedt 4. Eilbek 5. Farmsen-Berne 6. Hummelsbüttel | 1. Jenfeld 2. Lemsahl-Mellingstedt 3. Marienthal 4. Poppenbüttel 5. Rahlstedt 6. Sasel | 1. Steilshoop 2. Tonndorf 3. Volksdorf 4. Wandsbek 5. Wellingsbüttel 6. Wohldorf-Ohlstedt |

Bergedorf
|  |  |

Il distretto di Wandsbek ha 14 quartieri:
| 1. Allermöhe 2. Altengamme 3. Bergedorf 4. Billwerder 5. Curslack 6. Kirchwerder 7. Lohbrügge | 1. Moorfleet 2. Neuengamme 3. Ochsenwerder 4. Reitbrook 5. Spadenland 6. Tatenberg |

Harburg
|  |  |

Il distretto di Harburg ha 17 quartieri:
| 1. Altenwerder 2. Cranz 3. Eißendorf 4. Francop 5. Gut Moor 6. Harburg | 1. Hausbruch 2. Heimfeld 3. Langenbek 4. Marmstorf 5. Moorburg 6. Neuenfelde | 1. Neugraben-Fischbek 2. Neuland 3. Rönneburg 4. Sinstorf 5. Wilstorf |